# Monaster Świętych Cyryla i Metodego w Ujkowicach
Monaster Świętych Cyryla i Metodego – prawosławny klasztor męski w Ujkowicach. 
Monaster Świętych Cyryla i Metodego został założony w 1986. Przez pierwsze osiem lat funkcjonował jako stauropigialny klasztor greckokatolicki. Od 1994 wspólnota podlegała jurysdykcji biskupa diecezji przemysko-nowosądeckiej Polskiego Autokefalicznego Kościoła Prawosławnego (PAKP). W 2015 liderzy wspólnoty z Ujkowic zostali suspendowani przez PAKP, a wspólnotę monastyczną rozwiązano decyzją Świętego Soboru Biskupów PAKP. Od tego czasu klasztor w Ujkowicach de facto nadal funkcjonuje, przyłączony do Ukraińskiego Kościoła Prawosławnego Patriarchatu Kijowskiego (jest on jednak Cerkwią niekanoniczną.

## Historia

### Klasztor greckokatolicki
Monaster męski w Ujkowicach powstał w 1986 na mocy specjalnego dekretu biskupa greckokatolickiego, Włodzimierza Tarasewicza, który przed śmiercią, korzystając z udzielonych mu przez Stolicę Apostolską pełnomocnictw, erygował katolicki klasztor obrządku bizantyjsko-słowiańskiego w Polsce na prawach stauropigialnych. 
Założycielami monasteru byli mnisi Nikodem i Atanazy. W 1984 powrócili oni do Polski ze Stanów Zjednoczonych Ameryki z zamiarem założenia neounickiej wspólnoty zakonnej. Obaj duchowni byli byłymi paulinami z Jasnej Góry, którzy w 1980 podczas pobytu za granicą przeszli z obrządku łacińskiego na obrządek bizantyjski i otrzymali święcenia kapłańskie w Ukraińskim Kościele Greckokatolickim.
24 lipca 1986 za zgodą prymasa Polski Józefa Glempa ojcowie Nikodem i Atanazy zakupili gospodarstwo rolne pod Przemyślem i w budynkach gospodarczych zorganizowali kaplicę oraz dom zakonny. Niemal natychmiast po przybyciu na Podkarpacie spotkali się z niechęcią, zarówno ze strony lokalnej społeczności, jak również duchowieństwa rzymskokatolickiego diecezji przemyskiej.

### Klasztor prawosławny
W 1994 z powodu patowej sytuacji w konflikcie z łacińskim arcybiskupem przemyskim Ignacym Tokarczukiem oraz wiernymi parafii rzymskokatolickiej w Ujkowicach, ojcowie Nikodem i Atanazy odeszli z Kościoła katolickiego, przeszli na prawosławie i podporządkowali się jurysdykcji Polskiego Autokefalicznego Kościoła Prawosławnego. 
W 2014 w monasterze było 12 braci, w tym 9 mnichów. Był to wówczas największy pod względem liczby mieszkańców męski klasztor prawosławny w Polsce. Stanowił w strukturach PAKP lokalne sanktuarium i ośrodek pielgrzymkowy. Wierni przybywali tutaj modlić się przed kopią ikony Matki Bożej "Pocieszenia i Dobrej Rady" z Monasteru Watopedzkiego. Na terenie monasteru mieściła się cerkiew Świętych Cyryla i Metodego. W budowie była druga – pod wezwaniem Watopedzkiej Ikony Matki Bożej.
W 2015 Święty Sobór Biskupów PAKP ogłosił likwidację monasteru z uwagi na szkodliwą dla Kościoła działalność jego przełożonego (szkalowanie innych duchownych i biskupów, nawiązywanie kontaktów z „prawosławnym Kościołem niekanonicznym”, niestosowanie się do poleceń ordynariusza diecezji przemysko-nowosądeckiej). Archimandrytę Nikodema i ihumena Atanazego Sobór suspendował, innym mnichom i posłusznikom pozostawił możliwość wstąpienia do innych wspólnot monastycznych Kościoła.
W maju 2016 świętu patronalnemu monasteru, który kontynuuje działalność poza PAKP, przewodniczył biskup lwowski i sokalski Dymitr z – ówcześnie niekanonicznego – Ukraińskiego Kościoła Prawosławnego Patriarchatu Kijowskiego.

## Galeria

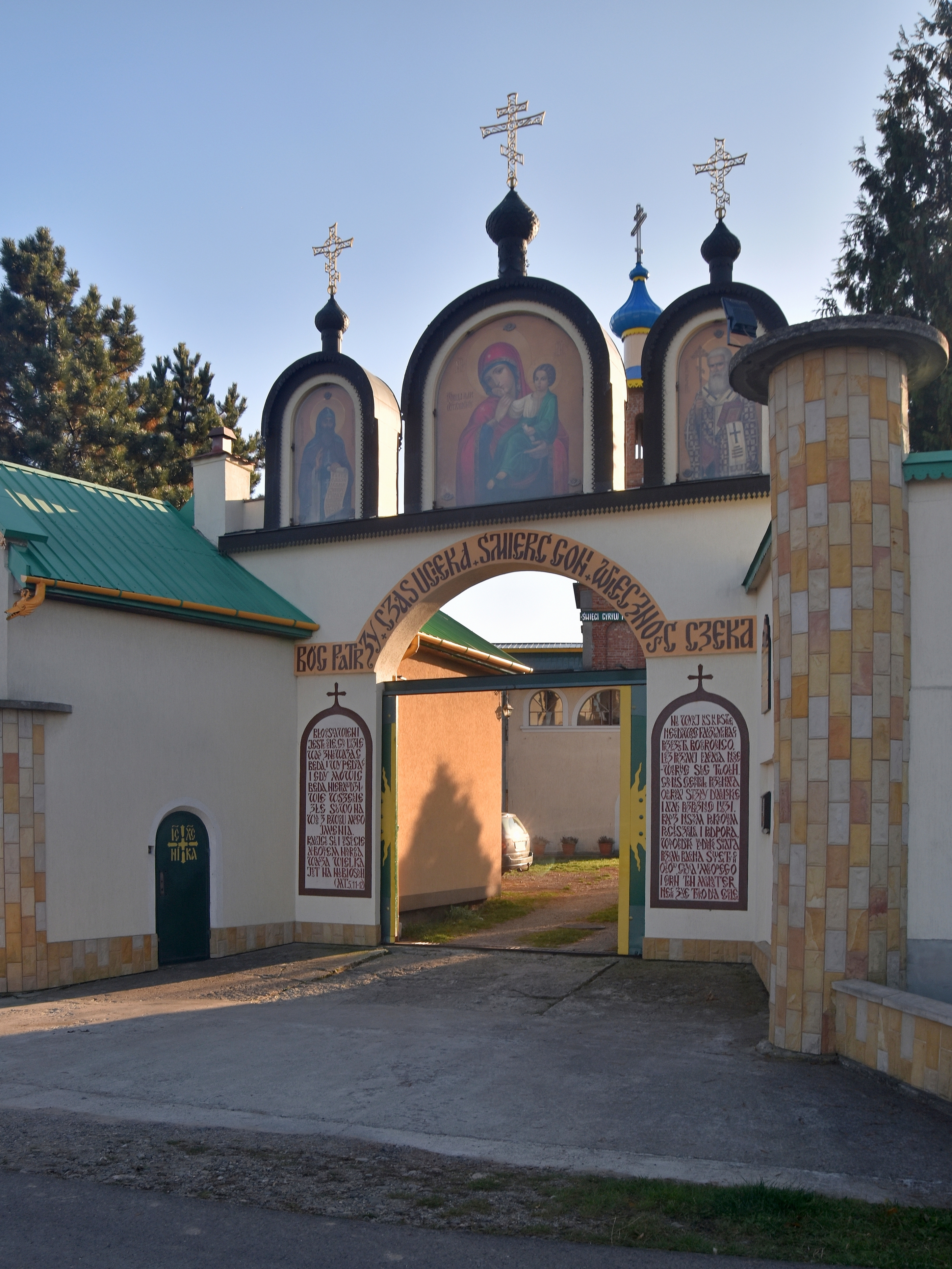
Wejscie
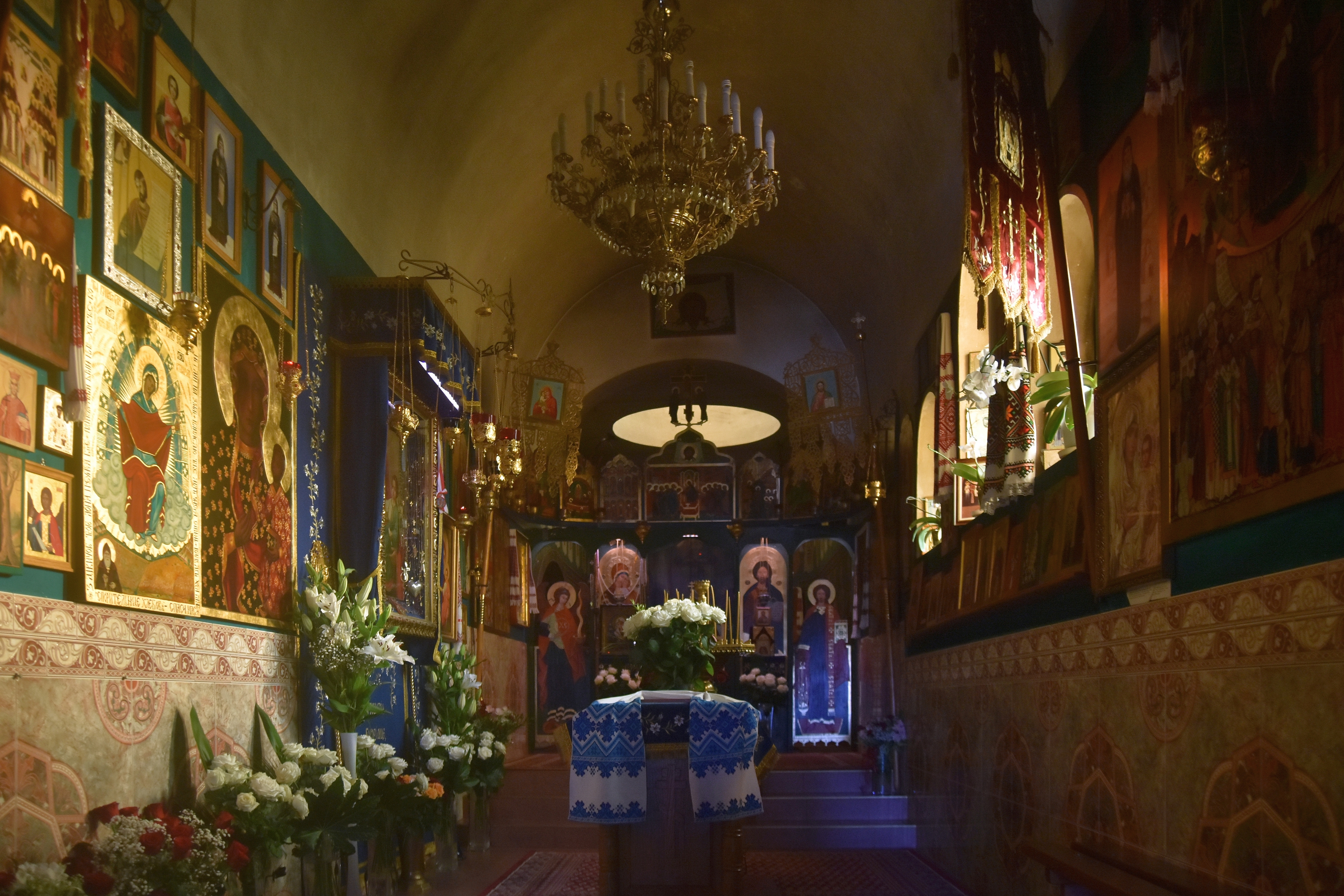
Wnętrze
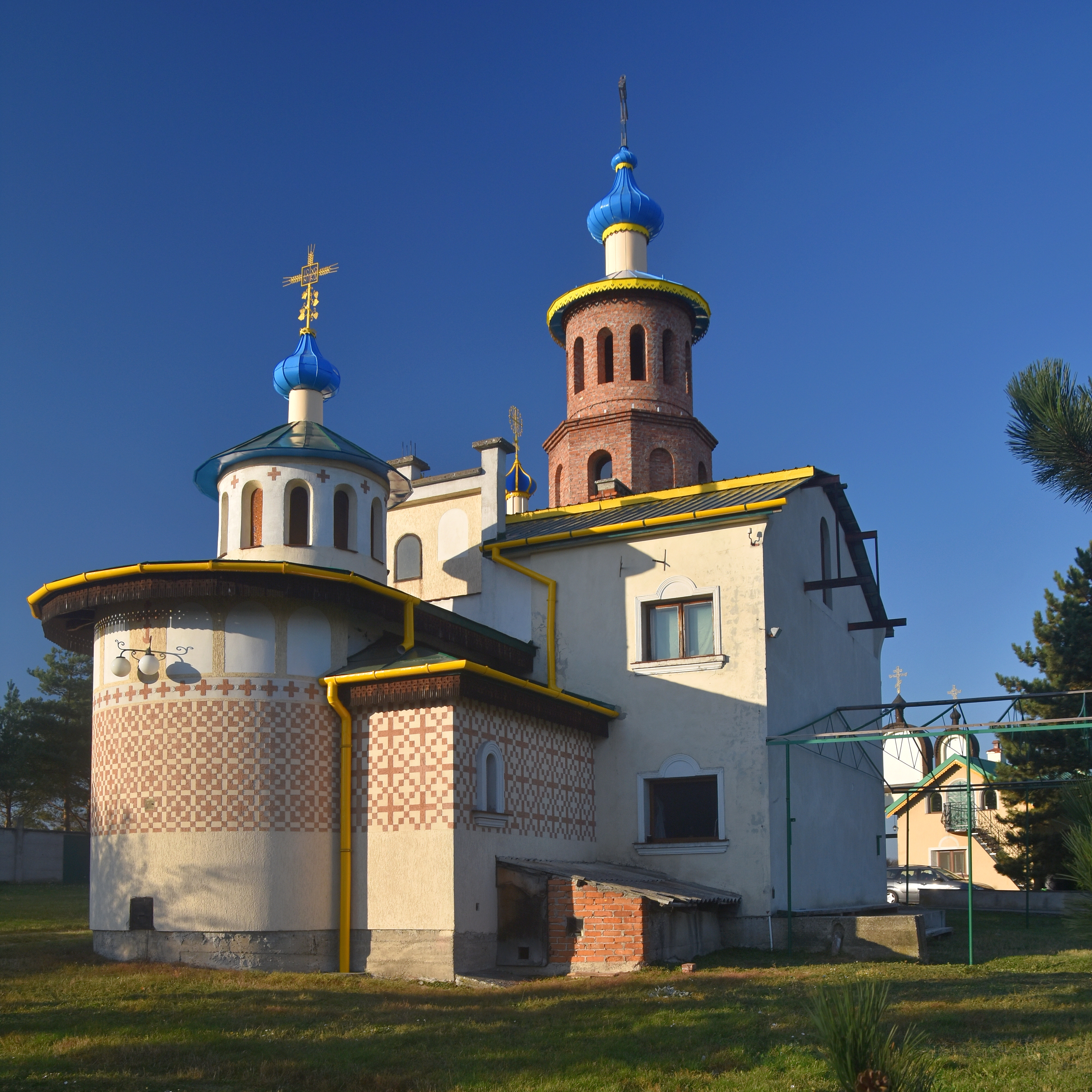
Widok od strony prezbiterium